# Live at the Witch Trials
Live at the Witch Trials  è il primo album in studio del gruppo musicale post-punk inglese The Fall, pubblicato nel 1979.

## Tracce
Side A
1. Frightened – 5:02
2. Crap Rap 2/Like to Blow – 2:04
3. Rebellious Jukebox – 2:51
4. No Xmas for John Quays – 4:38
5. Mother-Sister! – 3:20
6. Industrial Estate – 2:00

Side B
1. Underground Medecin – 2:08
2. Two Steps Back – 5:03
3. Live at the Witch Trials – 0:51
4. Futures and Pasts – 2:36
5. Music Scene – 8:00

## Formazione
- Mark E. Smith - voce
- Martin Bramah - chitarra, cori
- Marc Riley - basso
- Karl Burns - batteria
- Yvonne Pawlett - tastiere